# León, Guanajuato
León (polno ime León de los Aldama) je mesto v mehiški državi Guanajuato. To je tudi sedež občine León. To je del makroregije v Bajio